# Gerard Cieślik
Gerard Cieślik  (Hajduki, 1927. április 27. – Chorzów, 2013. november 3.) válogatott lengyel labdarúgó, csatár. 1952-ben és 1953-ban a lengyel bajnokság gólkirálya volt.

## Pályafutása

### Klubcsapatban
1939-ben a Ruch Chorzów csapatában kezdte a labdarúgást (akkor Bismarckhütter SV volt a klub neve). 1946-ban mutatkozott be az élvonalban. Három bajnoki címet és egy lengyel kupa győzelmet nyert a csapattal. 1959-ben vonult vissza az aktív labdarúgástól. Összesen 237 bajnoki mérkőzésen szerepelt és 167 gólt szerzett.

### A válogatottban
1947 és 1958 között 45 alkalommal szerepelt a lengyel válogatottban és 27 gólt szerzett. Részt vett a csapattal az 1952-es helsinki olimpián. Emlékezetes mérkőzése volt 1957. október 27-én a Szovjetunió ellen, amikor két gólt szerzett a Śląski Stadionban megrendezett találkozón.

## Sikerei, díjai
Ruch Chorzów
- Lengyel bajnokság
  - 1951, 1952, 1953
  - gólkirály: 1952, 1953
- Lengyel kupa
  - győztes: 1951
- Legjobb lengyel labdarúgó (Lengyel labdarúgó-szövetség)
  - az elmúlt 50 év legjobb labdarúgója: 1969
  - az elmúlt 75 év ötödik legjobb labdarúgója: 1994